# باسل الحاج
باسل الحاج (ولد في 15 يونيو 1989) هو يوتيوبر وإعلامي ومدون طعام أردني. اشتهر الحاج ببرنامجه أزكى أكل في العالم على منصة اليوتيوب، حيث يسافر حول العالم بحثاً عن أفضل أنواع الأطعمة للتعرف على ثقافات الشعوب وتقييم أطعمتهم، كما قدم عدة برامج أخرى أغلبها متمحورة كذلك حول الطعام.
رفع الحاج الحلقة الأولى من أزكى أكل في العالم في 13 أكتوبر 2017 مبتدئاً رحلته من سوق كامدن في مدينة لندن، وبعد رفعه أربع حلقات فقط تجاوزت مشاهدات قناته حاجز المليون، وخلال شهرين من افتتاح قناته وصل عدد المشتركين إلى 100 ألف مشترك. حتى 6 مارس 2021، وصل عدد مشاهدات قناته على اليوتيوب ما يزيد على 329 مليون مشاهدة ووصل عدد المشتركين أكثر من 2.7 مليون مشترك.

## النشأة والتعليم
ولد باسل الحاج في 15 يونيو 1989 في الإمارات العربية المتحدة لعائلة أردنية تعود أصولهم لمدينة غزة الفلسطينية. كان لباسل حب وشغف بالطعام والطبخ منذ صغره. بدأ الحاج دراسة الهندسة الميكانيكة في الجامعة الأمريكية بالشارقة عام 2006 وتخرج منها بشهادة البكالوريوس سنة 2010. شعر الحاج بأن مستقبله لا يكمن في مجال الهندسة فانتقل إلى لندن لدراسة الماجستير في الإعلام والاتصالات في جامعة كنغستون وتخرج بعد أن أكمل العامين في 2013. مما أعطاه الخبرة الكافية لدخوله المجالات الإعلامية ومواقع التواصل الاجتماعي.

## الحياة المهنية واليوتيوب
بعد أن تخرج الحاج بشهادة الماجستير في الإعلام من جامعة كينغستون، أسس مع زوجته شركة توينتي 30 الإعلامية في 22 ديسمبر 2014 في لندن وقام بإدارتها، صممت الشركة عدة مواقع إلكترونية وشعارات كما أنتجت عدداً من الإعلانات.  بينما كان الحاج يتابع محتوى سياحة الطعام باللغة الإنجليزية على اليوتيوب، تساءل في سبب عدم توفر محتوى عربي يدمج بين السفر والطعام، فقرر إنشاء محتواه الخاص الذي يسافر فيه بين دول العالم ليجرب أطعمة الشعوب والثقافات المختلفة، وكذلك بين الدول العربية.
تواصل الحاج مع مدير الإنتاج لدى قناة رؤيا الفضائية وعرض عليه الفكرة، طلب مدير الإنتاج من الحاج تصوير حلقة تجريبية مع اختيار مقدم مناسب. قرر باسل أن يقدم الحلقة ويصورها بنفسه ثم أرسلها للقناة. وافقت قناة رؤيا على تبني الفكرة ودعمها مادياً، واشترطوا على الحاج تحسين الكاميرا خاصته والميكروفون. أراد الحاج تجربة الكاميرا والميكروفون الجديدين قبل أن يبدأ التصوير مع قناة رؤيا، فقام بتصوير حلقة تجريبية أخرى من شارع بريك لين في لندن. افتتح الحاج قناة خاصة له على اليوتيوب في 11 أكتوبر 2017، وقام برفع الحلقتين التجريبيتين قبل أن يبدأ تصويره مع قناة رؤيا. لاقت الحلقتين استحساناً كبيراً وحققت عدداً كبيراً من المشاهدات خلال فترة قصيرة جداً، فاستمر باسل الحاج بعدها بتصوير المزيد من الحلقات ورفعها على قناته الخاصة على اليوتيوب تحت عنوان أزكى أكل في العالم، وإنتاج حلقات أخرى لقناة رؤيا في نفس الوقت تحت عنوان أكل وسفر. أنتج باسل الحاج 27 حلقة لقناة رؤيا من برنامج أكل وسفر كان آخرها في 30 مارس 2019. وصل عدد حلقات برنامج أزكى أكل في العالم حتى 6 مارس 2021 إلى 122 حلقة خلال 8 مواسم.
في 28 أبريل 2019 أنتجت سديم ستوديوز أولى حلقات برنامج بطني دليلي بمشاركة باسل الحاج وعبدالرحمن بخش، حيث يقومان بزيارة المدن والقرى الرئيسية في المملكة المتحدة وتجربة الأطعمة التقليدية لكل منها، ومن ثم يتحدون بعضهم في إعداد أفضل نسخة من هذه الأطعمة، ويقرر الفائز مجموعة تحكيم من أهالي كل مدينة. تم إنتاج 13 حلقة من البرنامج صدر آخرها في 21 يوليو 2019. أتيحت جميع الحلقات مجاناً على اليوتيوب وكذلك على الموقع الرسمي لسديم ستوديوز.

## الحياة العائلية
أثناء دراسة باسل الحاج في الجامعة الأمريكية في الشارقة، التقى بزميلته في الجامعة منى عبدالله فلسطينية الأصل. بعد خطبتهما في مايو 2011، انتقلا سويةً إلى لندن ليكملا دراستهما ثم تزوجا هناك يوم 22 ديسمبر 2011. رزق باسل وزوجته منى طفلهما الأول ريان في سبتمبر 2015، ثم لاحقاً طفلهما الثاني زيد. عاد باسل ومنى إلى الإمارات بعد 9 سنوات من الإقامة في المملكة المتحدة وذلك في أكتوبر 2020، واستقرا هناك.

## أنظر أيضاً
- قائمة مقاطع الفيديو الأكثر إعجاباً
- قائمة مشاهير اليوتيوب

## روابط خارجية
- إحصائيات قناة يوتيوب باسل الحاج على موقع سوشال بليد